# Sam The Kid
Sam The Kid (também conhecido por STK), nome artístico de Samuel Mira (Chelas, 17 de julho de 1979), é um rapper e produtor musical português.

## Carreira
Samuel Mira apaixonou-se pelo rap em torno de 1993. O lançamento do seu primeiro álbum, Entre(tanto), em 1999, foi influenciado pelos lançamentos de mixtapes por parte de DJ Bomberjack. Nesses anos muitos rappers queriam ser independentes de editoras, porém o segundo álbum de Sam The Kid, Sobre(tudo), acabou por ser editado pela Edel. Nessa altura o rapper já dava bastantes concertos, por exemplo no Hard Club, muitas vezes convidado pelo Mundo Segundo, nas sessões "Nova Gaia Sessions" que este último fazia.
No ano de lançamento de Sobre(tudo), 2002, Sam The Kid lança também um álbum de instrumentais, Beats Vol 1: Amor, a pedido do jornalista Rui Miguel Abreu, que foi o primeiro a passar-lhe uma Akai MPC. O álbum é conceitual e baseia-se na história de amor dos pais do artista. Foi gravado em casa usando samples que abrangem filmes pornográficos, telefonemas, novelas e registos de soul e jazz.
Em 2005 participou em algumas faixas da banda sonora do filme português O Crime do Padre Amaro.
Nesse mesmo ano colaborou no álbum Amália Revisited, um tributo à fadista portuguesa Amália Rodrigues.
Em 2006 foi lançado o seu tão esperado quarto álbum, chamado Pratica(mente). Samuel Mira, mesmo sabendo que já havia editoras maiores interessadas em editar o álbum, deu outra vez o voto de confiança à Edel. O álbum chegou a ser disco de ouro, vendendo até 10000 cópias.
Em 2009 surgiu o projeto bastante inovador chamado Orelha Negra, com o DJ Cruzfader, Fred Ferreira (Ferrano), João Gomes e Francisco Rebelo. O projeto consiste na produção de canções instrumentais, nas quais se fundem vários estilos. A banda conta já com vários álbuns e mixtapes.
Sam The Kid trabalhou com o MC português Mundo Segundo, DJ Guze e DJ Cruzfader na criação dum álbum, do qual saíram três singles, Tu Não Sabes, Também Faz Parte e Brasa.
Simultâneamente criou um projeto novo ligado ao hip hop chamado TV Chelas, que tem como plataforma de distribuição principal um canal de YouTube dedicado. O canal publica músicas inéditas de Sam The Kid e outros artistas, videoclipes, podcasts, entrevistas, instrumentais, alguns arquivos relacionados com hip hop nunca vistos, e potencialmente mais coisas.

## Discografia
Entre a sua discografia encontram-se os álbuns: 

### Solo
| Ano  | Título                                    | Tipo         |
| ---- | ----------------------------------------- | ------------ |
| 1999 | Entre(tanto)                              | Estúdio      |
| 2002 | Sobre(tudo)                               | Estúdio      |
| 2002 | Beats Vol 1: Amor                         | Instrumental |
| 2004 | Sobre(tudo) - Reedição                    | Reedição     |
| 2006 | Pratica(mente)                            | Estúdio      |
| 2008 | Pratica(mente) - Reedição                 | Reedição     |
| 2018 | Mechelas (Compilação com vários artistas) | Estúdio      |
| 2020 | Caixa de Ritmos                           | Instrumental |
| 2021 | Um Café e a Conta                         | Remisturas   |
| 2022 | Pratica(mente) - Reedição                 | Reedição     |

### Singles
| Ano  | Música                          | Álbum                     |
| ---- | ------------------------------- | ------------------------- |
| 1999 | Lágrimas                        | Entre(tanto)              |
| 2002 | Não Percebes                    | Sobre(tudo)               |
| 2002 | Alma Gémea                      | Beats Vol 1: Amor         |
| 2004 | Motivação                       | Poesia Urbana Vol.1       |
| 2006 | Poetas de Karaoke               | Pratica(mente)            |
| 2007 | Abstenção                       | Pratica(mente)            |
| 2007 | À Procura da Perfeita Repetição | Pratica(mente)            |
| 2007 | Negociantes                     | Pratica(mente)            |
| 2007 | A Partir de Agora               | Pratica(mente)            |
| 2008 | Dopping                         | Pratica(mente) - Reedição |
| 2018 | Sendo Assim                     | MeChelas                  |